# Helina ulundi
Helina ulundi är en tvåvingeart som först beskrevs av Malloch 1922.  Helina ulundi ingår i släktet Helina och familjen husflugor. Inga underarter finns listade i Catalogue of Life.